# Giacomo Meyerbeer
Giacomo Meyerbeer (n. 5 septembrie 1791, Tasdorf⁠(d), Rüdersdorf bei Berlin, Brandenburg, Germania – d. 2 mai 1864, Paris, Al Doilea Imperiu Francez), pe numele său real Jakob Liebmann Beer, după alte surse Jakob Meyer Beer, a fost un compozitor evreu-german, care și-a petrecut o mare parte din viață în Franța.

## Date biografice
A fost fiul unui bogat bancher evreu Juda Herz Beer și al soției acestuia Amalie Beer (născută Malka Lipmann Meyer Wulff). A avut doi frați, astronomul Wilhelm Beer (cunoscut în Franța ca Guillaume Beer), și poetul Michael Beer (cunoscut în Franța ca Michel Beer).
A început să studieze pianul cu Franz Seraphinus Lauska, continuând cu Muzio Clementi, și a apărut prima dată în public la vârsta de 9 ani.

## Lucrări

### Opere
- Jephtas Gelübde, München 1812
- Wirth und Gast, oder Aus Scherz Ernst, Hoftheater, Stuttgart 1813
- Romilda e Costanza, Teatro Nuovo, Padova 1817
- Semiramide riconosciuta, Teatro Regio, Torino 1819
- Emma de Resburgo, Teatro San Benedetto, Veneția 1819
- Margherita d'Anjou, Teatro alla Scala, Milano 1820
- L'Esule di Granata, Teatro alla Scala, Milano 1822
- Il Crociato in Egitto, Teatro La Fenice, Veneția 1824
- Robert le Diable (Robert der Teufel), Opéra, Paris 1831
- Hughenoții (Die Hugenotten), Opéra, Paris 1836
- Ein Feldlager in Schlesien, Hofoper (Opera de stat Unter den Linden), Berlin 1844
- Le Prophète (Der Prophet), Opéra, Paris 1849
- L'Étoile du Nord (Prelucrare după Ein Feldlager in Schlesien), Opéra-Comique, Paris 1854
- Dinorah ou Le Pardon de Ploërmel, Opéra-Comique, Paris 1859
- Africana (L'Africaine), Opéra, Paris 1865 (premieră postumă)

### Alte lucrări
(Selecție)
- Gott und die Natur [Dumnezeu și natura], Oratoriu, Königliches Nationaltheater (Teatrul Național Regal), Berlin 1811
- Klarinettenquintett [Cvintet pentru clarinet] în Mi bemol major, 1813
- Gli Amori di Teolinda, Cantată dramatică, 1815
- Fantasie pentru clarinet și cvartet de coarde, 1839
- Pater noster [Tatăl nostru] pentru cor mixt, 1857
- Festmarsch zu Schillers Geburtstag [Marș festiv pentru ziua de naștere a lui Schiller], 1859
- Festouverture [Uvertură festivă] pentru deschiderea Expoziției mondiale de la Londra, 1862
- Vier Fackeltänze [Patru dansuri cu făclii] pentru nunți regești
- Lieder, între care Le chant du berger [Cântecul păstorului] (cu clarinet)